# Rhinobatos schlegelii
 Rhinobatos schlegelii és un peix de la família dels rinobàtids i de l'ordre dels rajiformes.

## Morfologia
Pot arribar als 100 cm de llargària total.

## Reproducció
És ovovivípar.

## Distribució geogràfica
Es troba des de les costes de Corea fins a les de les Filipines.